# Henry Pickering Bowditch

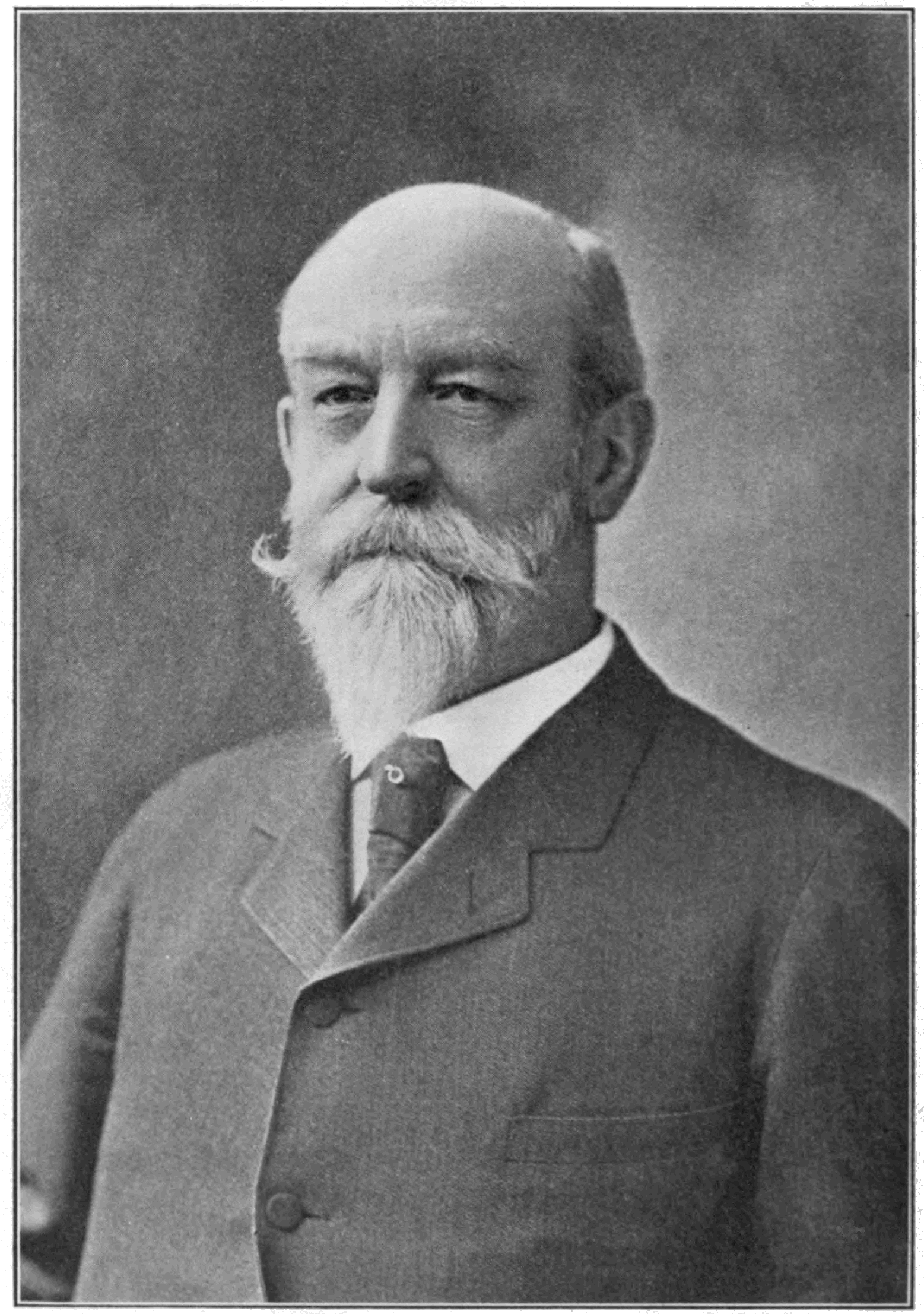
Henry Pickering Bowditch (1840–1911).

Henry Pickering Bowditch (ur. 9 kwietnia 1840, zm. 13 marca 1911) – amerykański lekarz, fizjolog, dziekan Medical Faculty na Harvard University w latach 1883–1893. 